# Dissouck
Dissouck ou Village pilote 2 bis est un village du département du Nkam au Cameroun. Situé dans l'arrondissement de Nkondjock, il est localisé sur la route qui lie Nkondjock et à Bafang. 

## Population et environnement
En 1966, le village de Dissouck  avait 160 habitants. La population est essentiellement composée des Mbang. La population de Dissouck était de 402 habitants dont 219 hommes et 183 femmes, lors du recensement de 2005. 